# Buchanan (Dakota del Norte)
Buchanan es una ciudad ubicada en el condado de Stutsman en el estado estadounidense de Dakota del Norte. En el censo de 2010 tenía una población de 90 habitantes y una densidad poblacional de 429 personas por km².

## Geografía
Buchanan se encuentra ubicada en las coordenadas 47°3′45″N 98°49′45″O / 47.06250, -98.82917. Según la Oficina del Censo de los Estados Unidos, Buchanan tiene una superficie total de 0.21 km², de la cual 0.21 km² corresponden a tierra firme y (0%) 0 km² es agua.

## Demografía
Según el censo de 2010, había 90 personas residiendo en Buchanan. La densidad de población era de 429 hab./km². De los 90 habitantes, Buchanan estaba compuesto por el 100% blancos, el 0% eran afroamericanos, el 0% eran amerindios, el 0% eran asiáticos, el 0% eran isleños del Pacífico, el 0% eran de otras razas y el 0% pertenecían a dos o más razas. Del total de la población el 0% eran hispanos o latinos de cualquier raza.